# جوليانو سيزار
جوليانو سيزار (بالبرتغالية: Juliano Cezar‏) (1960 - 2019)، هو مغني وملحن برازيلي.
توفي يوم 31 ديسمبر 2019 بسبب أزمة قلبية أثناء تواجده على المسرح وسقط أمام اعين الجمهور.

## وصلات خارجية
- (فيديو): توثق لحظة سقوط المغني جوليانو سيزار ميتا على خشبة المسرح